# Kopácsi Barbara
Kopácsi Barbara (Mosonmagyaróvár, 1991. április 6. –) labdarúgó, csatár. Jelenleg a Győri Dózsa labdarúgója.

## Pályafutása

### Klubcsapatban
2002-ben a Bezenye SE csapatában kezdte a labdarúgást. 2007 márciusa és 2008 augusztusa között a Fécsek-Csempebolt labdarúgója volt. 2008-ban igazolt a Győri Dózsa együtteséhez, ahol 2009-ben a magyar kupadöntős, 2010-ben a bajnoki bronzérmes csapat tagja volt.

## Sikerei, díjai
- Magyar bajnokság
  - 3.: 2009–10
- Magyar kupa
  - döntős: 2009